# Jürgen Weichardt
Jürgen Weichardt (auch: Jurgen Vajchardt; * 7. Juni 1933 in Hannover) ist ein deutscher Lehrer und Kunstsammler sowie Kunsthistoriker, Sachbuch-Autor, Herausgeber und Stifter mit Lebens- und Wirkungsorten insbesondere in Westerstede und Oldenburg (Oldb).

## Leben
Jürgen Weichardt wurde 1933 als erstes Kind von Gerda Weichardt, geborene Blohm und Carl Weichardt in Hannover geboren. Er hatte eine jüngere Schwester Helga Schütte, geborene Weichardt (verstorben 2014) und ging noch als Kind im Jahr 1946 nach Oldenburg. wo er die damalige damalige Hindenburgschule besuchte.
Nach seinem Schulabschluss studierte Weichard zunächst in Oldenburg, in Göttingen an der Georg-August-Universität sowie in Bonn an der Rheinischen Friedrich-Wilhelms-Universität, unter anderem das Fach Kunstgeschichte. Während seines Studiums begann er, Kunst zu sammeln, aus Kostengründen anfangs nur Plakate und Kalenderdrucke.
Nach seinen Studien unterrichtete Weichardt von 1966 bis 1995 am Alten Gymnasium Oldenburg die Fächer Deutsch, Geschichte, Gemeinschaftskunde und Sport. Zur Zeit seines Referendariats wurde er Mitarbeiter der Nordwest-Zeitung (NWZ).  Wenige Tage später erschien Weichardts erste Rezension in der NWZ; über eine Ausstellung des Cloppenburger Bildhauers Paul Dierkes im Oldenburger Schloss. Weichardts Mitarbeit an der NWZ sollte Jahrzehnte dauern, mit einer Unterbrechung in den Jahren 1973 bis 1980.
Jürgen Weichardts Augenmerk in der Kunstszene der Moderne richtete sich schon in den frühen 1960er Jahren – anders als die meisten seiner nach Westen orientierten Kollegen – eher auf die Künstler im Osten Europas: So besuchte er bereits 1964 erstmals das damals noch kommunistisch geprägte Prag, 1965 dann Ungarn, gefolgt von Jugoslawien, der Tschechoslowakei, Polen und die Sowjetunion. Nach der Hochzeit mit der russischen  Künstlerin Eugenia Gortchakova (1950–2016) intensivierte sich sein Verhältnis zur Kunst noch – insbesondere zu der von Künstlern aus Osteuropa.
Weichardt organisierte unter anderem Ausstellungen mit dem Schwerpunkt osteuropäische Kunst der – damaligen – Gegenwart, engagierte sich als Mitglied der international besetzten Jury als auch als Berater der Internationalen Grafik Biennale in Krakau. So wurde Weichardt, der mehr als 1.100 Ausstellungen eröffnet hat, davon rund 300 durch ihn kuratierte, für seine Verdienste um die polnische Kultur 1988 mit der Verleihung des Ordens „Mèrite en Faveur de la culture Polonaise“ ausgezeichnet, eine der höchsten Ehrungen, die die Regierung Polens zu vergeben hat.
Zum 80. Geburtstag Weichardts gratulierten während der von der Stadt Oldenburg und der Oldenburgischen Landschaft 2013 veranstalteten Geburtstagsfeier in den Räumen des Oldenburger Kunstvereins mehr als 100 Gäste. Der seinerzeitige Landschaftspräsident Thomas Kossendey würdigte in seiner Rede unter anderem Weichardts Verdienste um Kunst und Künstler im Oldenburger Land. Höhepunkt der Feierlichkeiten war die Erstaufführung des rund eineinhalbstündigen Films Eisern durch den Vorhang, der sich vor allem mit Weichardts Engagement im Osten Europas hervorhob.

## Sammlung Weichardt
Im Laufe seines Lebens hat Jürgen Weichardt eine Sammlung von rund 1500 Objekten aufgebaut, darunter Skulpturen und Zeichnungen, von den er hunderte Stücke jedoch beispielsweise an das Horst-Janssen-Museum in Oldenburg abgegeben hat, andere Exponate wiederum nach Russland. Um 2013 hingen nur noch wenige Dutzend Bilder an den Wänden in der Wohnung des Kunstsammlers, darunter Werke seiner Ehefrau Eugenia Gortchakova, die im Jahr 2016 verstarb.

## Filme
- Eisern durch den Vorhang, rund 90 Minuten, Uraufführung am 80. Geburtstag von Jürgen Weichardt, der insbesondere dessen Engagement in Osteuropa zum Inhalt hat[5]

## Schriften (Auswahl)
Neben den wohl weit mehr als 1000 Rezensionen Weichardts veröffentlichte der Kunstkritiker
- 125 Jahre Oldenburger Kunstverein. 1843–1968. Beiträge zu seiner Geschichte, Hrsg.: Oldenburger Kunstverein, Oldenburg: Oldenburger Kunstverein, 1968
- Malerei, Plastik, Objekte, Grafik. Aus der Sammlung Jürgen Weichardt, Begleitschrift zur Ausstellung vom  4. bis 25. März 1973 in der Kunsthalle Wilhelmshaven, Wilhelmshaven: Kunsthalle, 1973
- Jürgen Weichardt (Hrsg.): Von der Lateinschule zum Alten Gymnasium Oldenburg 1573–1973. Holzberg Verlag, Oldenburg 1973 ISBN 3-87358-062-4
- H. J. Breuste (= Niedersächsische Künstler der Gegenwart, Neue Folge Bd. 26), mit Fotos von Oldrich Breuste, herausgegeben vom Niedersächsischen Ministerium für Wissenschaft und Kunst, Edition „Libri Artis“, Verlag Th. Schäfer, Hannover, 1985, ISBN 978-3-88746-118-8 und ISBN 3-88746-118-5
- Paul Dierkes. Skulpturen und Grafiken, Hrsg. im Auftrag der Paul-Dierkes-Stiftung von Helmut Ottenjann, Cloppenburg: Museumsdorf Cloppenburg, 1981
- Gerhard Marcks. Skulpturen und Zeichnungen, Publikation zur Ausstellung in der Paul-Dierkes-Halle des Museumsdorfes Cloppenburg, Hrsg. von der Paul-Dierkes-Stiftung, Cloppenburg: Museumsdorf Cloppenburg, 1983
- Jürgen Weichardt, Lásló Beke, Ernst Nündel: Zu den Arbeiten von János Nádasdy. In: Gruppe PlasMa. hrsg. vom Kunstverein Salzgitter e. V. Selbstverlag, Salzgitter 1984.
- Bildhauer in Berlin, 1925–1935, Katalog zur Ausstellung in der Paul-Dierkes-Halle des Museumsdorfes Cloppenburg, Hrsg. von der Paul-Dierkes-Stiftung, Cloppenburg: Museumsdorf Cloppenburg, 1985
- Polnische Kunst in Deutschland – westdeutsche Kunst in Polen. Eine Bilanz der wechselseitigen Ausstellungsbeziehunen. In Jan-Pieter Barbian, Marek Zybura (Hrsg.): Erlebte Nachbarschaft. Aspekte der deutsch-polnischen Beziehungen im 20. Jahrhundert (= Veröffentlichungen des Deutschen Polen-Instituts Darmstadt, Bd. 12), Wiesbaden: Harrassowitz, 1999, ISBN 978-3-447-04149-2 und ISBN 3-447-04149-8; S. 252–265 u.ö.; Vorschau über Google-Bücher